# Star Trek: Voyager
Star Trek: Voyager (även förkortat ST:VOY, STVOY, VGR eller VOY) är en amerikansk science fiction-TV-serie som utspelar sig inom Star Treks fiktiva universum. Den producerades i sju säsonger, och visades  ursprungligen mellan åren 1995 och 2001 i UPN. Sammanlagt producerades 172 avsnitt., och är den enda Star Trek-serie som har haft en kvinnlig kommendör i en huvudroll. Serien skapades av Rick Berman, Michael Piller, och Jeri Taylor. Den baserades på Star Trek av Gene Roddenberry och är en spinoff på Star Trek: The Next Generation och Star Trek: Deep Space Nine.

## Handling
Serien handlar om äventyren ombord rymdskeppet USS Voyager och dess besättning som strandat i Deltakvadranten, en avlägsen del av galaxen. Om de inte finner någon form av genväg kommer det ta dem över sjuttiofem år att färdas de 70 000 ljusåren tillbaka till jorden.
I pilotavsnittet, Caretaker, får Voyager i uppdrag att lokalisera ett skepp som kommenderas av medlemmar av Maquis-rörelsen. Tom Paris (en före detta medlem av denna rörelse) tas ut från en straffkoloni och rekryteras för att assistera som pilot i sökandet. När Voyager förföljer Maquisskeppet in i ett farligt område kallat Badlands, blir båda skeppen träffade av en energivåg som kommer från en mystisk energistorm och transporteras till andra sidan galaxen. Energivågen härstammar från ett föremål som styrs av en uråldrig utomjordisk intelligens (The Caretaker). Voyager hamnar mitt i en urgammal konflikt mellan två folkslag och attackeras av de krigiska Kazonerna. Istället för att använda föremålet för att återvända hem väljer kommendör Janeway att förstöra det för att det inte skall falla i fel händer.
Maquisbesättningen hinner precis teleporteras över till Voyager innan Kazonerna förstör deras skepp. Stjärnflottan och Marquisbesättningen tvingas arbeta tillsammans när de påbörjar den långa resan hem. På vägen stöter de bland annat på organ-stjälande Vidiianer, resoluta Borger och extradimensionella Art 8472.
Konflikten mellan de fria självständiga Maquismedlemmarna och Stjärnflottans plikttrogna besättning är till en början ett centralt tema, men redan efter första säsongen är detta i stort sett bortglömt och få konflikter uppstår mellan besättningarna. Bara Janeway plågas genom hela serien över sitt beslut att förstöra vägen hem.

## Teman
I Voyager återkommer de huvudsakliga teman från originalserien och Star Trek: The Next Generation, det vill säga utforskandet av rymden och av människans villkor. Serien behandlar också demokratiska principer (fred, öppenhet, frihet, samarbete och gemenskap) och filosofiska frågor, som till exempel jagets natur och vad det innebär att vara människa. I Star Trek används ofta kontrasten mellan människor och icke-människor som ett sätt att utforska mänskligheten (till exempel Kirk och McCoy mot Vulkanen Spock). I Voyager gestaltas dessa icke-människor av det medicinska nödhologrammet och den tidigare borgdrönaren Seven of Nine. Seven är ursprungligen en människa men då hon assimilerades av borgkollektivet som ung har hennes mänskliga beteendemönster inte utvecklats när hon blir en del av Voyagers besättning.
Ett annat vanligt tema är innebörden av att vara strandad långt hemifrån. Voyager har begränsade resurser och inget enkelt sätt att fylla på dem; besättningen är avskuren från normala hierarkiska strukturer och samhällsinstitutioner. Deras situation leder dem ofta till svåra val mellan nödtvång och idealism.
Star Trek: Voyager var en mer humoristisk serie än någon av de andra systerserierna. En stor del av denna humor kommer från det sarkastiska läkarhologrammet spelad av Robert Picardo. Voyager är antagligen den enda av Star Trek-serierna där man får höra en spydig kommentar från en irriterad halvklingon (Maskinchef B'Elanna Torres) till en avassimilerad Borg (Seven of Nine): "The Borg wouldn't know fun if they assimilated an amusement park." (ungefärlig översättning: Borgerna skulle inte veta vad skoj är även om de assimilerade ett nöjesfält.)

## Reaktioner
Voyager, precis som föregångaren Star Trek: Deep Space Nine, lyckades aldrig nå lika stor publik som Star Trek: The Next Generation. Eftersom de båda serierna överlappade varandra fanns det en oro redan från början att Voyager och Deep Space Nine skulle tävla sinsemellan om tittarna.
Mottagandet från trekkers har varit blandat. Vissa tycker att Voyager var en generellt bra serie, med vissa brister, medan andra anser att Voyager var den svagaste av alla Star Trek-serier. [källa behövs]

## Om serien
Serien hade Sverigepremiär den 15 juni 1998 i SVT1.

### Fotnoter
1. ↑  ”Star Trek: Voyager” (på engelska). TV.Com. http://www.tv.com/shows/star-trek-voyager/. Läst 26 januari 2017.
2. ↑  ”SVT, SVT1 1998-06-15”. Svensk mediedatabas. 15 juni 1998. https://smdb.kb.se/catalog/id/001748180. Läst 26 januari 2017.